# A Ferencvárosi TC 1999–2000-es szezonja
A Ferencvárosi TC 1999–2000-es szezonja szócikk a Ferencvárosi TC első számú férfi labdarúgócsapatának egy szezonjáról szól, mely összességében és sorozatban is a 99. idénye volt a csapatnak a magyar első osztályban. A klub fennállásának ekkor volt a 101. évfordulója.

## Mérkőzések
| Színmagyarázat | Színmagyarázat |
| -------------- | -------------- |
|                | Győzelem.      |
|                | Döntetlen.     |
|                | Vereség.       |

### UEFA-kupa
Selejtező
| 1999. augusztus 12. 19:00 |

| Ferencváros                                                   | 3 – 1               | Constructorul Chişinău                                   |
| ------------------------------------------------------------- | ------------------- | -------------------------------------------------------- |
| Horváth 35' Füzi 41' 66' Kovács 73' 67' Kriston 20' Lilik 45' | (2 – 0) Jegyzőkönyv | Comleonoc 78' Podgaeţchi 17' Osipenco 21' Zabolotnîi 23' |

| Üllői út, Budapest Nézőszám: 3 000 Játékvezető: Delevic (jugoszláv) |

| 1999. augusztus 26. 16:00 |

| Constructorul Chişinău                   | 1 – 1               | Ferencváros                     |
| ---------------------------------------- | ------------------- | ------------------------------- |
| Zabolotnîi 40' Truhanov 15' Osipenco 18' | (1 – 1) Jegyzőkönyv | Horváth 38' Füzi 58' Lászka 65' |

| Stadionul Republican, Chișinău Nézőszám: 1 000 Játékvezető: Ryle (angol) |

Első kör
| 1999. szeptember 16. 19:15 |

| FK Teplice                                | 3 – 1   | Ferencváros                                   |
| ----------------------------------------- | ------- | --------------------------------------------- |
| Füzi 32' (öngól) Kolomazník 53' Řízek 71' | (1 – 1) | Tóth 15' 54' Kriston 20' Lakos 73' Mátyus 77' |

| Na Stínadlech, Teplice Nézőszám: 10 000 |

| 1999. szeptember 30. |

| Ferencváros                                 | 1 – 1               | FK Teplice             |
| ------------------------------------------- | ------------------- | ---------------------- |
| Mátyus 57' (11-esből) Füzi 45' Bárányos 82' | (0 – 0) Jegyzőkönyv | Rada 53' 16' Řízek 61' |

| Üllői út, Budapest Nézőszám: 7 000 Játékvezető: Jacek Granat (lengyel) |

### PNB 1 1999–00

#### Őszi fordulók
| 1. forduló 1999. augusztus 6. |

| Ferencváros                                | 1 – 2               | Vasas                                                                   |
| ------------------------------------------ | ------------------- | ----------------------------------------------------------------------- |
| Kovács 38' Kriston 27' Lakos 30' Szűcs 70' | (1 – 0) Jegyzőkönyv | Galaschek 58' Juhár 70' (11-esből) Tóth 15' Aranyos 27' Szilveszter 52' |

| Üllői út, Budapest Nézőszám: 7 395 Játékvezető: Bede Ferenc (magyar) |

| 2. forduló 1999. augusztus 15. |

| Gázszer FC                                | 3 – 2               | Ferencváros                                     |
| ----------------------------------------- | ------------------- | ----------------------------------------------- |
| Gögh 10' Lukács 21' Árki 77' 42' Dulic 9' | (2 – 2) Jegyzőkönyv | Lászka 6' Tóth 40' 40' Lilik 53' Szűcs 53′, 82′ |

| Sóstói Stadion, Székesfehérvár Nézőszám: 5 000 Játékvezető: Ábrahám Attila (magyar) |

| 3. forduló 1999. augusztus 21. |

| Ferencváros                          | 1 – 1               | Zalaegerszegi TE        |
| ------------------------------------ | ------------------- | ----------------------- |
| Kulcsár 75' Kriston 42' Bárányos 56' | (0 – 0) Jegyzőkönyv | Sebők 88' Szabó II. 76' |

| Üllői út, Budapest Nézőszám: 5 378 Játékvezető: Kiss Géza (magyar) |

| 4. forduló 1999. augusztus 29. |

| Vác FC           | 0 – 2               | Ferencváros                                   |
| ---------------- | ------------------- | --------------------------------------------- |
| Boda 34' Rob 79' | (0 – 0) Jegyzőkönyv | Kovács 49' Bárányos 61' Kriston 15' Lakos 90' |

| Ligeti Stadion, Vác Nézőszám: 6 000 Játékvezető: Szarka Zoltán (magyar) |

| 5. forduló 1999. szeptember 11. |

| Ferencváros                 | 1 – 0               | MTK Hungária                              |
| --------------------------- | ------------------- | ----------------------------------------- |
| Tóth 90' Szűcs 77' Füzi 90' | (0 – 0) Jegyzőkönyv | Illés 7' Egressy 45' Fehér 76' Kuttor 89' |

| Üllői út, Budapest Nézőszám: 7 000 Játékvezető: Megyebíró János (magyar) |

| 6. forduló 1999. szeptember 19. |

| Dunaferr SE                             | 1 – 0               | Ferencváros                            |
| --------------------------------------- | ------------------- | -------------------------------------- |
| Tököli 20' Kiss 51' Molnár 75' Jäkl 76' | (1 – 0) Jegyzőkönyv | Bárányos 40' Nagy 67' Kriston 80′, 91′ |

| Dunaújváros Nézőszám: 10 000 Játékvezető: Piller Sándor (magyar) |

| 7. forduló 1999. szeptember 25. |

| Ferencváros                                                         | 4 – 0               | Nyírség–Spartacus                       |
| ------------------------------------------------------------------- | ------------------- | --------------------------------------- |
| Tóth 27' Horváth 32' 88' Mátyus 61' (11-esből) Szűcs 24' Lászka 28' | (2 – 0) Jegyzőkönyv | Szabó A. 10' Cernijenko 39' Turóczi 56' |

| Üllői út, Budapest Nézőszám: 5 000 Játékvezető: Sápi Csaba (magyar) |

| 8. forduló 1999. október 3. |

| Diósgyőr                   | 0 – 0               | Ferencváros                   |
| -------------------------- | ------------------- | ----------------------------- |
| Kákóczki 53' Filipovic 88' | (0 – 0) Jegyzőkönyv | Füzi 20' Mátyus 21' Lakos 46' |

| DVTK-stadion, Miskolc Nézőszám: 13 000 Játékvezető: Bede Ferenc (magyar) |

| 9. forduló 1999. október 16. |

| Ferencváros | 0 – 1               | Debreceni VSC |
| ----------- | ------------------- | ------------- |
|             | (0 – 0) Jegyzőkönyv | Szatmári 54'  |

| Üllői út, Budapest Nézőszám: 4 000 Játékvezető: Juhos Attila (magyar) |

| 10. forduló 1999. október 25. |

| Újpest                  | 2 – 2               | Ferencváros              |
| ----------------------- | ------------------- | ------------------------ |
| Terjék 70' 72' Tóth 82' | (0 – 2) Jegyzőkönyv | Horváth 37' 44' Füzi 61' |

| Megyeri út, Budapest Nézőszám: 6 000 Játékvezető: Bede Ferenc (magyar) |

| 11. forduló 1999. október 30. |

| Ferencváros                    | 0 – 1               | FC Tatabánya                     |
| ------------------------------ | ------------------- | -------------------------------- |
| Lakos 14' Nagy 82' Kriston 90' | (0 – 0) Jegyzőkönyv | Kiss 58' Hornyák 45' Mészöly 64' |

| Üllői út, Budapest Nézőszám: 1 500 Játékvezető: Szabó Zsolt (magyar) |

| 12. forduló 1999. november 7. |

| Nagykanizsai FC | 0 – 2               | Ferencváros                        |
| --------------- | ------------------- | ---------------------------------- |
| Farkas 17'      | (0 – 1) Jegyzőkönyv | Horváth 6' Bárányos 90+2' Bócz 41' |

| Nagykanizsa Nézőszám: 10 000 Játékvezető: Ábrahám Attila (magyar) |

| 13. forduló 1999. november 13. |

| Ferencváros             | 1 – 2               | Siófok FC                        |
| ----------------------- | ------------------- | -------------------------------- |
| Horváth 12' Kriston 33' | (1 – 2) Jegyzőkönyv | Pest 9' Kovács B. 30' (11-esből) |

| Üllői út, Budapest Nézőszám: 5 000 Játékvezető: Szarka Zoltán (magyar) |

| 14. forduló 1999. november 20. |

| Ferencváros                      | 2 – 2               | Győri ETO                 |
| -------------------------------- | ------------------- | ------------------------- |
| Horváth 1' 35' Vayer 56' (öngól) | (1 – 0) Jegyzőkönyv | Herczeg 49' 77' Vayer 79' |

| Üllői út, Budapest Nézőszám: 1 000 Játékvezető: Puhl Sándor (magyar) |

| 15. forduló 1999. december 18. |

| Kispest–Honvéd            | 2 – 3               | Ferencváros                                              |
| ------------------------- | ------------------- | -------------------------------------------------------- |
| Plókai 51' 80' Pintér 59' | (0 – 1) Jegyzőkönyv | Horváth 44' Tóth 87' 89' Jagodics 29' Nagy 52' Fülöp 75' |

| Bozsik József Stadion, Budapest Nézőszám: 5 000 Játékvezető: Arany Tamás (magyar) |

- Elhalasztott mérkőzés.

| 16. forduló 1999. december 4. |

| Ferencváros                                                                   | 4 – 0               | Szeged LC                |
| ----------------------------------------------------------------------------- | ------------------- | ------------------------ |
| Horváth 63' 78' Bárányos 89' Tóth 90+1' Mátyus 51′, 58′ Kriston 64' Lakos 86' | (0 – 0) Jegyzőkönyv | Bencze 24' Jeremejev 41' |

| Üllői út, Budapest Nézőszám: 1 500 Játékvezető: Hajdó Attila (magyar) |

- A Szegedet kizárták a bajnokságból és az eredményt törölték.

| 17. forduló 1999. december 11. |

| Haladás       | 0 – 2               | Ferencváros                                      |
| ------------- | ------------------- | ------------------------------------------------ |
| Takács B. 37' | (0 – 1) Jegyzőkönyv | Horváth 30' Tóth 55' Lakos 38' Földvári 40′, 47′ |

| Rohonci úti stadion, Szombathely Nézőszám: 3 000 Játékvezető: Ábrahám Attila (magyar) |

#### Tavaszi fordulók
| 18. forduló 2000. február 28. |

| Vasas                                  | 3 – 3               | Ferencváros                                                 |
| -------------------------------------- | ------------------- | ----------------------------------------------------------- |
| Galaschek 31' 44' Tiber 76' László 89' | (2 – 3) Jegyzőkönyv | Vén 20' 22' Tóth 40' Crnomarković 10' Lakos 23' Csoknay 32' |

| Fáy utca, Budapest Nézőszám: 10 000 Játékvezető: Szarka Zoltán (magyar) |

| 19. forduló 2000. március 4. |

| Ferencváros                                    | 4 – 1               | Pécsi MFC                                       |
| ---------------------------------------------- | ------------------- | ----------------------------------------------- |
| Tóth 9' 56' Bárányos 13' Horváth 34' Lakos 59' | (3 – 1) Jegyzőkönyv | Puskás 41' Dienes 29' Varga 65' Lantos 83′, 86′ |

| Üllői út, Budapest Nézőszám: 4 000 Játékvezető: Juhos Attila (magyar) |

| 20. forduló 2000. március 8. |

| Zalaegerszegi TE | 0 – 0               | Ferencváros           |
| ---------------- | ------------------- | --------------------- |
| Szabó II. 70'    | (0 – 0) Jegyzőkönyv | Tóth 45' Földvári 52' |

| ZTE Stadion, Zalaegerszeg Nézőszám: 12 500 Játékvezető: Ábrahám Attila (magyar) |

| 21. forduló 2000. március 11. |

| Ferencváros                                                                             | 8 – 0               | Vác FC               |
| --------------------------------------------------------------------------------------- | ------------------- | -------------------- |
| Koller 10' (öngól) Horváth 12' 69' Bárányos 18' Váczi 27' Tóth 37' 56' Földvári 84' 53' | (5 – 0) Jegyzőkönyv | Ráki 20' Somogyi 29' |

| Üllői út, Budapest Nézőszám: 5 207 Játékvezető: Hajdó Attila (magyar) |

| 22. forduló 2000. március 18. |

| MTK Hungária                                  | 2 – 3               | Ferencváros                                        |
| --------------------------------------------- | ------------------- | -------------------------------------------------- |
| Illés 17' 45' Halmai 18' Erős 74' Komlósi 81' | (2 – 2) Jegyzőkönyv | Bárányos 41' Füzi 43' Tóth 66' Váczi 17' Szűcs 89' |

| Hungária körút, Budapest Nézőszám: 6 000 Játékvezető: Hanacsek Attila (magyar) |

| 23. forduló 2000. március 25. |

| Ferencváros              | 2 – 2               | Dunaferr SE                                        |
| ------------------------ | ------------------- | -------------------------------------------------- |
| Tóth 47' 52' Csoknay 75' | (0 – 1) Jegyzőkönyv | Molnár 30' 77' Tököli 85' 60' Éger 12' Salamon 54' |

| Üllői út, Budapest Nézőszám: 10 000 Játékvezető: Szarka Zoltán (magyar) |

| 24. forduló 2000. április 1. |

| Nyírség–Spartacus                             | 3 – 0               | Ferencváros                                           |
| --------------------------------------------- | ------------------- | ----------------------------------------------------- |
| Szatke 21' 19' Cernijenko 39' 43' Nagy S. 83' | (3 – 0) Jegyzőkönyv | Csoknay 27' Lakos 64' Váczi 70' Földvári 76' Tóth 83′ |

| Nyíregyháza Városi Stadion, Nyíregyháza Nézőszám: 12 000 Játékvezető: Szabó Zsolt (magyar) |

| 25. forduló 2000. április 5. |

| Ferencváros                                            | 2 – 0               | Diósgyőr                                         |
| ------------------------------------------------------ | ------------------- | ------------------------------------------------ |
| Rob 24' Váczi 61' Földvári 9' Bárányos 25' Csoknay 66' | (1 – 0) Jegyzőkönyv | Szakos 22' Vitelki 25' Filipovic 34' Herczku 35' |

| Üllői út, Budapest Nézőszám: 2 000 Játékvezető: Hajdó Attila (magyar) |

| 26. forduló 2000. április 8. |

| Debreceni VSC                                      | 3 – 0               | Ferencváros                 |
| -------------------------------------------------- | ------------------- | --------------------------- |
| Bagoly 9' 28' Siklósi 23' Bajzát 90+2' Bernáth 45' | (2 – 0) Jegyzőkönyv | Váczi 16' Füzi 53' Nagy 73' |

| Oláh Gábor utcai stadion, Debrecen Nézőszám: 5 000 Játékvezető: Juhos Attila (magyar) |

| 27. forduló 2000. április 15. |

| Ferencváros | 0 – 0               | Újpest    |
| ----------- | ------------------- | --------- |
| Nagy 89'    | (0 – 0) Jegyzőkönyv | Dvéri 50' |

| Üllői út, Budapest Nézőszám: 12 000 Játékvezető: Ábrahám Attila (magyar) |

| 28. forduló 2000. április 22. |

| FC Tatabánya                       | 2 – 1               | Ferencváros                                          |
| ---------------------------------- | ------------------- | ---------------------------------------------------- |
| Vincze 36' Hornyák 68' Mészöly 38' | (1 – 0) Jegyzőkönyv | Horváth 60' (11-esből) Váczi 7' Füzi 32' Csoknay 78' |

| Tatabánya Nézőszám: 6 000 Játékvezető: Hanacsek Attila (magyar) |

| 29. forduló 2000. április 29. |

| Ferencváros               | 3 – 0               | Nagykanizsai FC |
| ------------------------- | ------------------- | --------------- |
| Bárányos 13' Tóth 45' 79' | (2 – 0) Jegyzőkönyv |                 |

| Üllői út, Budapest Nézőszám: 4 000 Játékvezető: Puhl Sándor (magyar) |

| 30. forduló 2000. május 6. |

| Siófok FC                                           | 2 – 4               | Ferencváros                                                 |
| --------------------------------------------------- | ------------------- | ----------------------------------------------------------- |
| Babos 71' Földes G. 73' Bíró 37' Soós 64' Bimbó 79' | (0 – 3) Jegyzőkönyv | Horváth 21' (11-esből) 36' (11-esből) 76' Tóth 43' Nagy 89' |

| Révész Géza utcai stadion, Siófok Nézőszám: 4 500 Játékvezető: Bede Ferenc (magyar) |

| 31. forduló 2000. május 12. |

| Győri ETO                     | 2 – 1               | Ferencváros                   |
| ----------------------------- | ------------------- | ----------------------------- |
| Vayer 43' Balla 90' Böjte 30' | (1 – 0) Jegyzőkönyv | Bárányos 49' Crnomarković 52' |

| Rába ETO Stadion, Győr Nézőszám: 9 000 Játékvezető: Szarka Zoltán (magyar) |

| 32. forduló 2000. május 17. |

| Ferencváros                                            | 1 – 0               | Kispest–Honvéd              |
| ------------------------------------------------------ | ------------------- | --------------------------- |
| Horváth 37' 38' Szűcs 50' Csoknay 57' Crnomarković 65' | (1 – 0) Jegyzőkönyv | Csábi 62′, 89′ Szekeres 66' |

| Üllői út, Budapest Nézőszám: 5 214 Játékvezető: Hajdó Attila (magyar) |

| 34. forduló 2000. május 27. |

| Ferencváros                                                                               | 6 – 2               | Haladás                                 |
| ----------------------------------------------------------------------------------------- | ------------------- | --------------------------------------- |
| Horváth 23' 51' Tóth 36' Kriston 43' Bárányos 50' 84' Gajda 90' Szűcs M. 69' Szűcs L. 81' | (3 – 0) Jegyzőkönyv | Bodor 68' Balassa 81' Kaj 40' Simon 88' |

| Üllői út, Budapest Nézőszám: 2 000 Játékvezető: Szabó Zsolt (magyar) |

#### A bajnokság végeredménye
| #  | Csapat                      | J  | Gy | D  | V  | Rg | Kg | Gk  | P  | Megjegyzés                                                  |
| -- | --------------------------- | -- | -- | -- | -- | -- | -- | --- | -- | ----------------------------------------------------------- |
| 1  | Dunaferr SE                 | 32 | 24 | 7  | 1  | 79 | 23 | +56 | 79 | Bajnok, kvalifikálta magát a BL 2. selejtezőkörébe.         |
| 2  | MTK Hungária                | 32 | 18 | 9  | 5  | 64 | 28 | +36 | 63 | Kvalifikálták magukat az UEFA-kupa selejtezőjébe.           |
| 3  | Vasas Danubius Hotels SC    | 32 | 19 | 4  | 9  | 58 | 32 | +26 | 61 | Kvalifikálták magukat az UEFA-kupa selejtezőjébe.           |
| 4  | Lombard FC Tatabánya        | 32 | 14 | 13 | 5  | 37 | 34 | +3  | 55 | Indulási jogot szerzett az Intertotó-kupában.               |
| 5  | Ferencvárosi TC             | 32 | 14 | 8  | 10 | 61 | 39 | +22 | 50 |                                                             |
| 6  | Debreceni VSC               | 32 | 14 | 8  | 10 | 52 | 41 | +11 | 50 |                                                             |
| 7  | Pécsi Mecsek FC             | 32 | 11 | 12 | 9  | 41 | 47 | -6  | 45 |                                                             |
| 8  | Győri ETO FC                | 32 | 12 | 8  | 12 | 52 | 36 | +16 | 44 |                                                             |
| 9  | Nyírség Spartacus FC        | 32 | 12 | 8  | 12 | 32 | 42 | -10 | 44 |                                                             |
| 10 | Újpest FC                   | 32 | 10 | 11 | 11 | 46 | 42 | +4  | 41 |                                                             |
| 11 | Zalahús Zalaegerszegi TE FC | 32 | 8  | 15 | 9  | 34 | 31 | +3  | 39 |                                                             |
| 12 | Kispest Honvéd FC           | 32 | 10 | 9  | 13 | 27 | 39 | -12 | 39 |                                                             |
| 13 | Haladás-Milos FC            | 32 | 8  | 8  | 16 | 37 | 53 | -16 | 32 |                                                             |
| 14 | Nagykanizsa-LinAir FC       | 32 | 7  | 10 | 15 | 27 | 44 | -14 | 31 |                                                             |
| 15 | Siófok FC                   | 32 | 7  | 7  | 18 | 26 | 51 | -25 | 25 | Kiestek az NB I/B-be                                        |
| 16 | Diósgyőri FC                | 32 | 5  | 9  | 18 | 26 | 56 | -30 | 24 | Kiestek az NB I/B-be                                        |
| 17 | Vác FC-Zollner              | 32 | 3  | 6  | 23 | 24 | 85 | -61 | 15 | Kiestek az NB I/B-be                                        |
| -  | Szeged LC                   | 0  | 0  | 0  | 0  | 0  | 0  | 0   | 0  | Kizárták, a következő szezonra az NB II-be sorolták vissza. |

1. ↑  Az őszi idényt a Gázszer FC teljesítette, tavasszal a PMFC játszott.
2. ↑  Az őszi Nyíregyháza elleni találkozóra nem állt ki a Siófok, a mérkőzést 3-0-val a Nyíregyháza kapta, a tavaszi mérkőzést Siófok helyett Nyíregyházán kellett lejátszani.
3. ↑  A téli szünet idején lemondta a további részvételt, miután a tavaszi idény első négy mérkőzésére nem állt ki, törölték az eredményeit.

#### Eredmények összesítése
Az alábbi táblázatban összesítve szerepelnek a Ferencvárosi TC 1999/00-es bajnokságban elért eredményei.
| Ősz/tavasz (forduló)    | Otthon | Otthon | Otthon | Otthon | Otthon | Otthon | Otthon | Idegenben | Idegenben | Idegenben | Idegenben | Idegenben | Idegenben | Idegenben |
| Ősz/tavasz (forduló)    | M      | GY     | D      | V      | LG–KG  | GK     | P      | M         | GY        | D         | V         | LG–KG     | GK        | P         |
| ----------------------- | ------ | ------ | ------ | ------ | ------ | ------ | ------ | --------- | --------- | --------- | --------- | --------- | --------- | --------- |
| Őszi szezon (1–16.)     | 8      | 2      | 2      | 4      | 10–9   | +1     | 8      | 8         | 4         | 2         | 2         | 13–8      | +5        | 14        |
| Tavaszi szezon (18–32.) | 8      | 6      | 2      | 0      | 26–5   | +21    | 20     | 8         | 2         | 2         | 4         | 12–17     | –5        | 8         |
| Összesen (1–32.)        | 16     | 8      | 4      | 4      | 36–14  | +22    | 28     | 16        | 6         | 4         | 6         | 25–25     | 0         | 22        |

### Magyar kupa
A tizenhat közé jutásért
| 1999. október 13. |

| Zalaegerszegi TE | 0 – 1       | Ferencváros |
| ---------------- | ----------- | ----------- |
|                  | Jegyzőkönyv | Kriston     |

| Zalaegerszeg |

Nyolcaddöntő
| 1999. december 1. |

| Vasas                                              | 4 – 1               | Ferencváros                                  |
| -------------------------------------------------- | ------------------- | -------------------------------------------- |
| Kabát 64' 64' Szili 66' Sowunmi 70' 78' Zováth 49' | (0 – 0) Jegyzőkönyv | Horváth 71' Lilik 20' Kriston 35' Halgas 86' |

| Fáy utca, Budapest Nézőszám: 5 000 Játékvezető: Kiss Béla (magyar) |

### Egyéb mérkőzések
| 1999. július 7. |

| PEAC | 2 – 9       | Ferencváros                                      |
| ---- | ----------- | ------------------------------------------------ |
|      | Jegyzőkönyv | Kulcsár Kovács tizenegyes' Bükszegi Horváth Bócz |

| Pécs Nézőszám: 1 500 |

| 1999. július 24. |

| Siófok FC | 0 – 1       | Ferencváros |
| --------- | ----------- | ----------- |
|           | Jegyzőkönyv | Kovács 38'  |

| Siófok Nézőszám: 4 000 Játékvezető: Ábrahám Attila (magyar) |

| 1999. július 24. |

| Ferencváros | 0 – 0       | Fortuna Sittard |
| ----------- | ----------- | --------------- |
|             | Jegyzőkönyv |                 |

| Siófok Nézőszám: 4 000 Játékvezető: Ábrahám Attila (magyar) |

| 1999. július 31. |

| Ferencváros | 3 – 2       | Egyesült Arab Emírségek |
| ----------- | ----------- | ----------------------- |
| Kovács ög'  | Jegyzőkönyv |                         |

| Üllői út, Budapest |

| 2000. január 27. |

| Ferencváros                 | 6 – 0       | III. Kerületi TVE |
| --------------------------- | ----------- | ----------------- |
| Schultz Kovács Tóth Horváth | Jegyzőkönyv |                   |

| Népliget, Budapest |

| 2000. január 31. |

| Istra 1961 | 2 – 0       | Ferencváros |
| ---------- | ----------- | ----------- |
|            | Jegyzőkönyv |             |

| Poreč |

| 2000. február 1. |

| Publikum Celje | 1 – 2       | Ferencváros |
| -------------- | ----------- | ----------- |
|                | Jegyzőkönyv | Rob         |

| Poreč |

| 2000. február 3. |

| Cibalia Vinkovci | 0 – 1       | Ferencváros  |
| ---------------- | ----------- | ------------ |
|                  | Jegyzőkönyv | Crnomarković |

| Poreč |

| 2000. február 6. |

| Čelik Nikšić | 0 – 2       | Ferencváros |
| ------------ | ----------- | ----------- |
|              | Jegyzőkönyv | Tóth Vén    |

| Poreč |

| 2000. február 7. |

| Mornar Bar | 0 – 0       | Ferencváros |
| ---------- | ----------- | ----------- |
|            | Jegyzőkönyv |             |

| Poreč |

| 2000. február 11. |

| Varteks | 1 – 0       | Ferencváros |
| ------- | ----------- | ----------- |
|         | Jegyzőkönyv |             |

| Varasd |

## Külső hivatkozások
- A csapat hivatalos honlapja (magyarul)
- Az 1999–00-es szezon menetrendje a tempofradi.hu-n (magyarul)